# Нинџаго (ТВ серија)
Лего Нинџаго: Мајстори Спинџицуа (енгл. Lego Ninjago: Masters of Spinjitzu) је акциона комедија и породична анимирана серија из 2011. године, концентрисана око шест нинџи: Каи, Џеј, Кол, Зејн, Лојд (од 2. сезоне) и Нија (од 5. сезоне). Серија је заснована на Лего играчкама истих имена, као што се помињу у серији. Две уводне епизоде приказане су на каналу Cartoon Network 14. јануара 2011. године, подељене у четири кратке епизоде. Видео-игра звана Лего Борбе: Нинџаго (енгл. Lego Battles: Ninjago) заснована је на овом серијалу. Након велике популарности коју је серија стекла након приказивања уводних епизода, прва сезона је пуштена на телевизијске екране децембра 2011. године и трајала је све до априла 2012. године. Друга сезона почела је да се емитује у јулу 2012. године. Уводне епизоде пуштене су у DVD формату током 2011, док је прва сезона постала доступна на DVD-у 26. јуна 2012. године.

## Одвијање радње
Радња серијала смештена је у измишљеном свету Нинџаго - а, месту инспирисаног кинеским и јапанским митовима и легендама. Ово место се у серији појављује као велико пространство које подсећа на ланац острва Јапана, са различитим областима и различитим биљкама и животињама, укључујући змајеве и мистичне змије (као што је Велики Прождирач). Постоји и такозвани доњи свет у ком живе бића таме као што је Лорд Гармадон или армија Скелета. Света места где су многе ствари скривене и заборављене (као гробнице Серпентина или златно оружје) почивају у овој измишљеној земљи. Главни ликови серијала налазе се у складу са одређеним елементима, те имају различите моћи (ти елементи су ватра, муња, лед и земља). Такође, свет у коме се налазе поседује и трагове модерне технологије и градње (што се ретко појављује у нинџа серијалима). Град Нинџаго прави пример тога, са огромним солитерима, хеликоптерима и машинама.

## Заплет

### Пролог
Пре много година земља Нинџаго оживела је захваљујући првом господару Спинџицуа, који је створио користећи се четири оружја: нунчаке муње, мач ватре, шурикене леда и косу земље. Пре смрти наложио је својим синовима Гармадону и Вуу да чувају четири златна оружја. Међутим, Гармадон постаје зао након што га отрује легендарна змија по имену Велики Прождирач и помути његове особине и емоције. Он жели да самостално контролише оружјем. У бици која се одиграла међу браћом, Гармадон је принуђен да се повуче у подземни свет и тамо преобрати у биће без живота, моћно и бесмртно. Знајући да ће брат кад-тад наћи начин да побегне из подземља жељан освете, Ву је сакрио четири оружја дуж читаве земље, и побринуо се да остану сигурна доводећи елементарне змајеве да их чувају.

## Епизоде
| Сезоне | Сезоне   | Епизоде  | Оригинално емитовање | Оригинално емитовање |
| Сезоне | Сезоне   | Епизоде  | Почетак емитовања    | Крај емитовања       |
| ------ | -------- | -------- | -------------------- | -------------------- |
|        | Пилот    | 4        | 14. јануар 2011.     | 14. јануар 2011.     |
|        | 1        | 13       | 11. јануар 2011.     | 11. април 2012.      |
|        | 2        | 13       | 18. јул 2012.        | 21. новембар 2012.   |
|        | 3        | 8        | 29. јануар 2014.     | 26. новембар 2014.   |
|        | 4        | 10       | 23. фебруар 2015.    | 3. април 2015.       |
|        | 5        | 10       | 29. јун 2015.        | 10. јул 2015.        |
|        | 6        | 10       | 24. март 2016.       | 15. јул 2016.        |
|        | Специјал | Специјал | 29. октобар 2016.    | 29. октобар 2016.    |
|        | 7        | 10       | 15. мај 2017.        | 26. мај 2017.        |
|        | 8        | 10       | 16. април 2018.      | 25. мај 2018.        |
|        | 9        | 10       | 11. август 2018.     | 25. август 2018.     |
|        | 10       | 4        | 19. април 2019.      | 19. април 2019.      |
|        | 11       | 30       | 22. јун 2019.        | 1. фебруар 2020.     |
|        | 12       | 16       | 19. јул 2020.        | 30. август 2020.     |
|        | 13       | 16       | 13. септембар 2020.  | 25. октобар 2020.    |
|        | 14       | 4        | 7. март 2021.        | 14. март 2021.       |
|        | 15       | 16       | 4. април 2021.       | 30. април 2021.      |

## Ликови

### Главни ликови
- Лојд Гармадон (Lloyd Garmadon) - Прво је био злоћа, али се придружио нинџама након што је сазнао да је он Зелени нинџа, чија је судбина да победи Лорда Гармадона. Временом је постао вођа нинџи. На почетку серије је био дете, али је одрастао због магичног чаја (у 18. епизоди). Он је син Гармадона и Мисако. Његова моћ је енергија, и златна моћ.
- Каи (Kai) - Каи је црвени нинџа. Био је ковач и борио се као самурај пре него што га је сенсеи Ву пронашао. Он је старији брат Није. Његова моћ је ватра.
- Џеј (Jay) - Џеј је плави нинџа, који се родио на депонији. Родитељи су му Ед и Една Валкер. Заљубљен је у Нију. Он је такође и проналазач, поправља ствари и изузузетан је шаљивџија у групи. Често смишља шале, и не схвата ствари озбиљно. Његова моћ је муња.
- Зејн (Zane) - Зејн је бели нинџа и најпаметнији у групи. Он је у ствари нинџдроид. Његова моћ је лед.У 3. сезони је уништен, а касније у 4. сезони се вратио као титанијумски нинџа.
- Кол (Cole) - Кол је црни нинџа. Он је јак, најчвршћи у групи. Његова моћ је земља. У 5. сезони се претворио у духа у Јанговом храму аерођицуа, али у 7. поново постаје човек.
- Нија (Nya) - Каиова млађа сестра, која се прво борила као Самурај. Заљубљена је у Џеја. Касније у серији постаје водени нинџа.
- Сенсеј Ву (Sensei Wu) - Учитељ Четири Нинџе, Гармадонов млађи брат као и стриц Лојда.
- Лорд Гармадон (Lord Garmadon) - Старији брат Сенсеј Вуа, отац Лојда. У почетку велики непријатељ нинџи, а касније и њихов други Сенсеј.
- Мисако (Misakо) - Бивша библиотекарка и археолог, зна Нинџаго митологију. Она је Гармадонова жена и Лојдова мајка.

### Споредни ликови
- Пиксал (P.I.X.A.L.) - Женски робот коју је направио Сајрус Борг, за асистента. Након што ју је Врховник контролисао, нинџе су је ослободили његове контроле. У 4. сезони је размонтирана, али је наставила да живи у Зејновом процесору, и помогала нинџама у многим ситуацијама.
- Скајлор (Skylor) -Ченова ћерка,са наранџастим кимоном. Изгледа као нинџа. Заљубљена је у Каиа. У почетку је била безобразна, али се брзо поправила. Каи је на крају хтео да она постане нинџа, али није могла јер је морала да чува кућу кнедли јер јој је отац нестао.
- Дерет (Dareth) - Власник дођоа у коме су тренирале нинџе. Драматичан је, и себе сматра нинџа мајстором, иако је лош у борбама. Он себе назива смеђи нинџа.
- Сајрус Борг (Cyrus Borg) - Директор Борг индустрије, које је дизајнирао футуристички Нинџаго град. Док је био под контролом Врховника, направио је злу војску Нинџдроида.
- Ронин (Ronin) - Мајстор лопов и трагач за вредним стварима. Живи у граду Стикс. Некада помаже зликовцима да би му платили, али је после тога помагао нинџама и помагао Нији да постане Мајстор воде.
- Ед Вокер (Ed Walker) - Џејов отац, који живи на депонији. Разуме се у механизацију, и уме да поправља ствари. Касније се открива да он није прави Џејев отац, него да су га усвојили.
- Една Вокер (Edna Walker) - Џејова мајка, која живи на депонији, и стално бламира Џеја. Касније се открива да она није права Џејева мајка, него да су га усвојили.
- Доктор Џулијан (Dr. Julien) - Научник који је направио Зејна. Био је закључан на острву, где је правио оружје за костуре, али су га нинџе пронашле и ослободиле. Он им је помагао у борби против Врховника.
- Сото (Soto) -Капетан гусара. Некада је био непријатељ нинџи, али у 6. сезони им је постао пријатељ. Он је заробио Надакана у чајник, и нинџе зове пиџама-људи.

### Зликовци
- Врховник (Overlord) - Највеће зло у Земљи Нинџаго. Борио се са првим Спинђицу мајстором, који га је победио и затворио на Острву таме. У 2. сезони се борио са нинџама у Последњој бици, где је поражен. Вратио се касније у 3. сезони. Он командује Каменом војском.
- Самукаи (Samukai) -Генерал војске костура. Има 4 руке. Уништен је, кад је узео свих 4 златна оружја. Касније се вратио у специјалној сезони, из света отишлих.
- Питор (Pythor) - Био је непријатељ нинџи, који је успео да ослободи Великог прождирача. Након што га је прождирач појео, вратио се у 3. сезони, где је помагао Врховнику, али се смањио када је попио пилулу за смањивање, које су му нинџе дале.
- Крљуштни (Skales) - Владар племена Хипнобраи, а касније и свих Серпентина. Заједно са свим Серпентинама, у 2. сезони, је остао закључан у гробници Камене војске.
- Чен (Chen) - Владар криминалног царства,власник Ченове куће кнедлии Скајлорин отац. био је одговоран за Ратове Серпентина. Он је одржао Турнир елемената, да би свим такмичарима украо моћи у свој штап, и тако претворио себе и своје следбенике у војску Анакондраи. Током свог похода на Нинџаго град, уништен је од стране правих Анакондраи генерала.
- Клаус (Clouse) - Мајстор црне магије и главни помоћник мајстора Чена. Највећи непријатељ му је Гармадон, са ким се борио као млад, али изгубио. Као и Чен уништен је од стране правих Анакондраи генерала. У 6. сезони се вратио као дух и ослободио дух Надакана.
- Моро (Morro) - Био је Мајстор ветра, и први ученик сенсеј Вуа који је веровао да ће постати Зелени нинџа. Када је сазнао да то неће постати отишао је да тражи гробницу првог Спинђицу мајстора, али се никад није вратио. Када се Гармадон жртвовао да би ослободио војску Анакондраи генерала, Моро је побегао из света мртвих и вратио се као дух. Запосео је Лојда и тражио Кристал светова да би ослободио „Велику” са којом би контролисао све светове.
- Надакан (Nadakhan) - Дух и капетан Небеских пирата, који може да испуњава жеље и био је заробљен у чаробној лампи. Из ње ју је избавио Клаус, кога је Надакан после заробио у лампу. Нашао је Кристал светова и вратио своју посаду из осталих светова. Када је видео да се његов свет, Џинџаго, уништава заклео се на освету нинџама. Успео је да зароби све нинџе у свој мач, осим Џеја и Није, коју је хтео да ожени да би добио бесконачне жеље.
- Дублон (Doubloon) - Човек који је крао злато, и побегао из затвора копањем. Кад је пожелео да га нико не препозна, Надакан га је претворио у Небеског пирата. Имао је кацигу, пиратску униформу и белу главу са 2 лица. Чак је извео и спинђицу у 4. епизоди 6. сезоне. Није знао да прича од кад је постао другачији.

### Животиње, створења
- Соко (Falcon) - Механички соко, који чува и помаже нинџама. Њега је направио Доктор Џулијан.
- Велики прождирач (The Great Devourer) - Огромна змија која једе све на свету. Некада је ујела Гармадона кад је био дете, и претворила у Лорда. Гармадон је на крају уништио ту змију.
- Тигрова удовица (Tiger widow) - Велики паук који се налази на острву тигрове удовице. Његова кап отрова је довољна да убије некога или успори Џина. Он је црне боје, и длакав је. Такође,има велике зубе
- Анакондраи змија (Anacondrai Serpent) - Клаусова љубимица змија, велика скоро као и Велики Прождирач. У 7. епизоди 4. сезоне су ју затрпали камени,и више се није појављивала. Она живи у тамници
- Техно роботи (Security mechs) - Љубичасти техно-роботи, који су зли. Кол је успео својом техно-оштрицом да претвори један у својег земљаног робота.
- Волопери (Wallipers) - Врста бикова коју су једном јахале нинџе. Имају рогове и браон су.

## Филм
Лего Нинџаго филм је премијерно приказан 22. септембра 2017. године. Филм говори о Лојду Гармадону, који ће са својим тимом нинџи морати да се бори против свог оца Лорда Гармадона, да би спасили свет. Филм је снимио студио Ворнер брос, а режију потписују Чарли Бин, Пол Фишер и Боб Логан.